# Howland (Maine)
Howland – miasto w Stanach Zjednoczonych, w stanie Maine, w hrabstwie Penobscot.